# Edel Stenberg
Edel Stenberg, född 26 april 1931 i Oslo, död 18 juli 2011, var en norsk skådespelare.

## Biografi
Stenberg medverkade i sju filmer 1949–1953. Hon debuterade i Edith Carlmars Kärlek blir din död. Hon var även engagerad vid Det Nye Teater.

## Filmografi
- 1949 – Kärlek blir din död
- 1950 – Loffe blir polis
- 1952 – Starkare än lagen
- 1952 – Det kunne vært deg
- 1952 – Trine!
- 1953 – Det var en gång en sjöman
- 1953 – Den evige Eva

## Teater

### Roller (ej komplett)
| År   | Roll        | Produktion                         | Regi            | Teater         |
| ---- | ----------- | ---------------------------------- | --------------- | -------------- |
| 1950 | Medverkande | Skyll er själva, revy Kar de Mumma | Leif Amble-Næss | Blancheteatern |